# Oselstraße 35

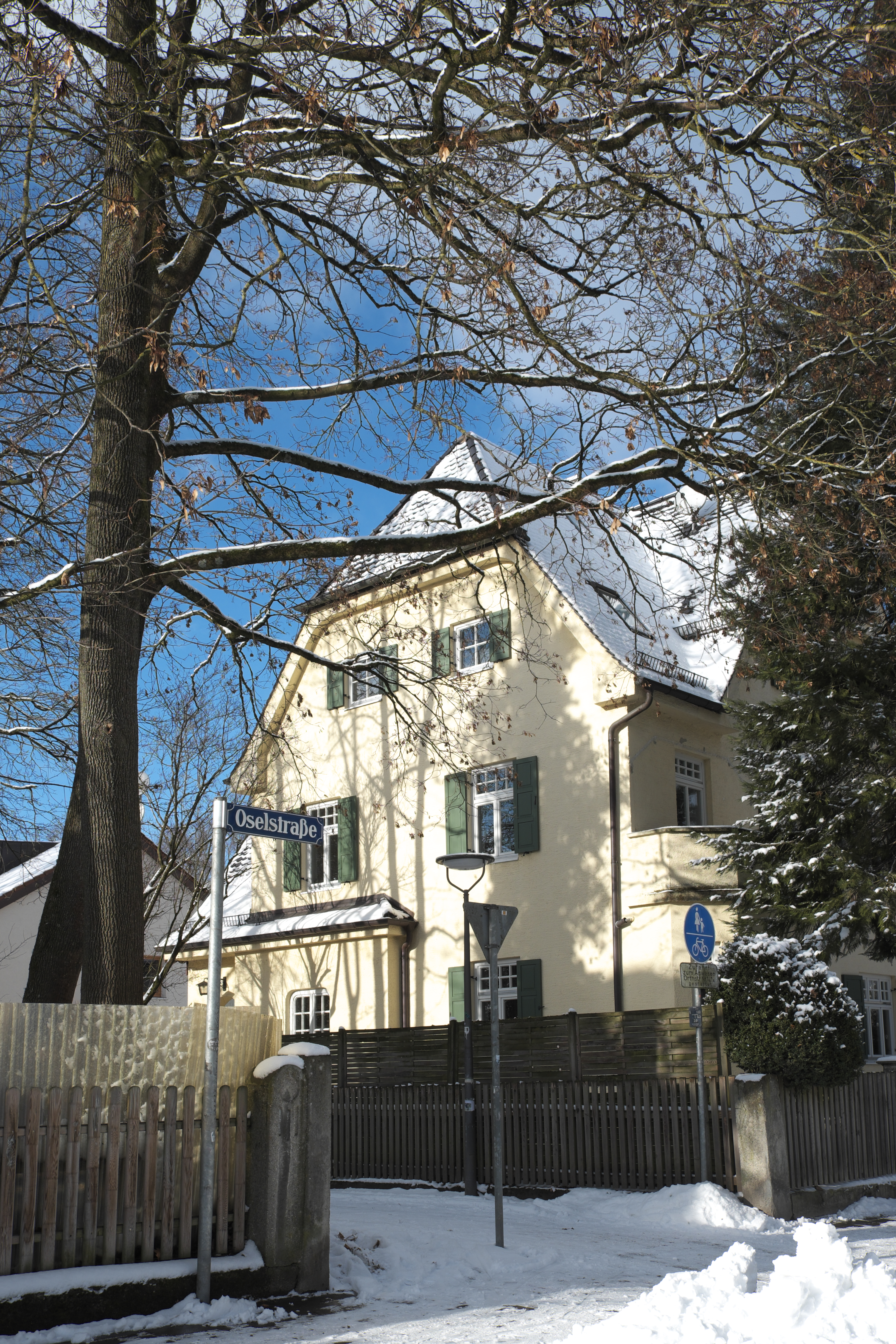
Villa Oselstraße 35 im Stadtteil Obermenzing von München

Das Gebäude Oselstraße 35 im Stadtteil Obermenzing der bayerischen Landeshauptstadt München wurde 1912 errichtet. Die Villa in der Oselstraße, die zur Frühbebauung der Villenkolonie Pasing I gehört, ist ein geschütztes Baudenkmal.
Der zweigeschossige Krüppelwalmdachbau mit Quergiebel, Satteldach und polygonalem Erdgeschosserker wurde nach Plänen des Architekten Georg Völkl im Reformstil errichtet. Der Bau unterscheidet sich von den kleinteiligen, historisierenden Bauten der Umgebung aus dem Büro August Exter.